# Tossal de Morull
El Tossal de Morull és una muntanya de 653 metres que es troba al municipi de Bellaguarda, a la comarca catalana de les Garrigues.